# Merzingen
Merzingen ist ein Gemeindeteil der Gemeinde Mönchsdeggingen im schwäbischen Landkreis Donau-Ries in Bayern.

## Geografie
Das Dorf Merzingen liegt im Tal des Eierbaches; dieser mündet in den Bautenbach, einem Nebenfluss der Eger. Der Ort liegt im Süden des Nördlinger Rieses in der Region Augsburg.

## Geschichte
In der Gemarkung Merzingen zeugen zwölf in die amtliche Liste der Bodendenkmäler eingetragene Objekte von zahlreichen Siedlungen unter anderem aus der Zeit der Linearbandkeramik, dem Neolithikum, der Urnenfelder-, Hallstatt-, Latène- und römischen Kaiserzeit.
In die amtliche Liste eingetragene Baudenkmale bestehen in dem Ort nicht.
Am 1. Januar 1972 wurde das bis dahin selbstständige Merzingen in die Gemeinde Mönchsdeggingen eingegliedert. Die Gemeinde besaß das oben wiedergegebene eigene Wappen.

## Vereine
- Freiwillige Feuerwehr Merzingen